# Francesco del Tadda
Francesco Ferrucci detto del Tadda (Fiesole, 1497 – 30 aprile 1585) è stato uno scultore italiano.

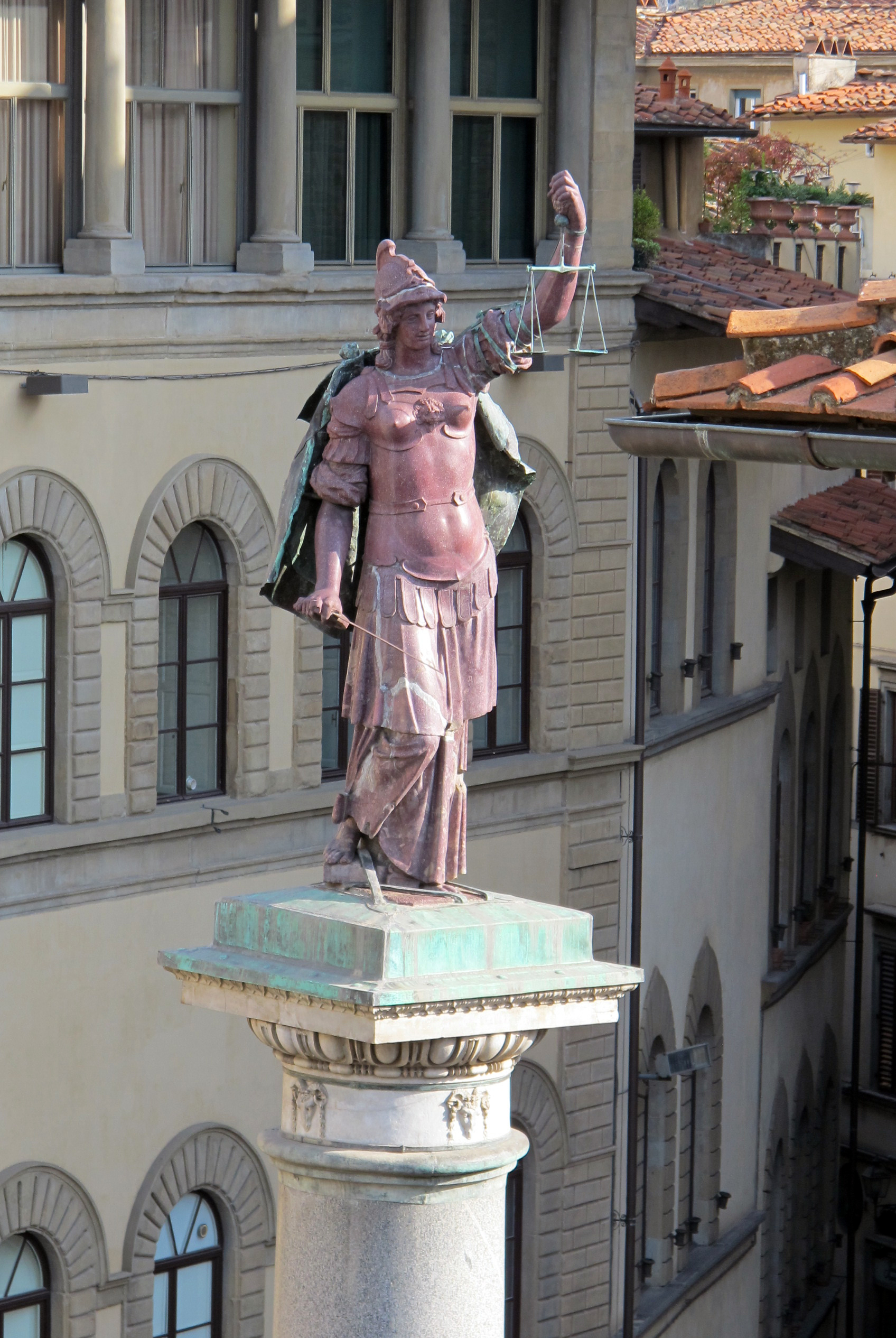
La colonna della Giustizia

Attivo a Firenze, nell'ambito soprattutto della committenza di Cosimo I. Oltre che in Toscana, lavorò anche a Roma, dove si trovava al momento del sacco del 1527.
Appartenne ad una famiglia di maestri scalpellini e scultori di Fiesole documentata dal XV al XVII secolo.
Mise a punto le tecniche per poter scolpire pietre dure, riscoprendo l'arte dell'intaglio del porfido e specializzandosi in opere in tale  materiale di spoglio.
Tale primato gli venne riconosciuto sia da Vasari che da Cellini e sembra che tale competenza sia derivata dalla messa a punto di utensili metallici particolarmente duri, grazie ad una particolare tempra.
La messa a punto di queste particolari tecniche ed arnesi e l'interesse dei vari granduchi (oltre che il successivo arrivo di maestri milanesi) porteranno allo sviluppo della scuola fiorentina dell'intarsio ed alla fondazione dell'Opificio delle Pietre Dure.
La sua opera più conosciuta è la statua della Giustizia posta sulla colonna innalzata in Piazza Santa Trinità.
La sua attività fu portata avanti dal figlio e collaboratore Romolo Ferrucci del Tadda e da altri membri della famiglia, come l'altro figlio Giovanbattista Ferrucci ed il nipote Matteo Ferrucci, anch'essi noti per la particolare competenza nella lavorazione del porfido e di altre pietre particolarmente dure. 
La sua tomba, la cui lapide scolpì personalmente, si trova nella  Chiesa di San Girolamo (Fiesole)

## Opere
- Statua della Giustizia posta sulla colonna di piazza S. Trinita, Firenze
- Tazza per la fontana del cortile di Palazzo Vecchio (forse su disegno di Vasari), 1555-1557
- Medaglioni con ritratti medicei, palazzo Medici Riccardi, Firenze
- Fontana del Carciofo, giardino di Boboli
- Ritratto di Cosimo il vecchio, porfido su tondo di verde di Prato, Firenze, Museo Nazionale del Bargello
- Medaglione di Carlo V, Musée des Arts Décoratifs, Parigi
- Monumento sepolcrale di Pio III, Chiesa di Sant'Andrea della Valle, Roma
- Monumento sepolcrale di Giovan Francesco Vegio, Camposanto monumentale, Pisa,
- Basamento per il Perseo di Benvenuto Cellini, Firenze
- Fonte battesimale in granito nella cripta del Duomo di Fiesole
- Tomba di Jacopo Sannazaro (aiuto), nella chiesa di Santa Maria del Parto a Mergellina, Napoli